# Naturally 7

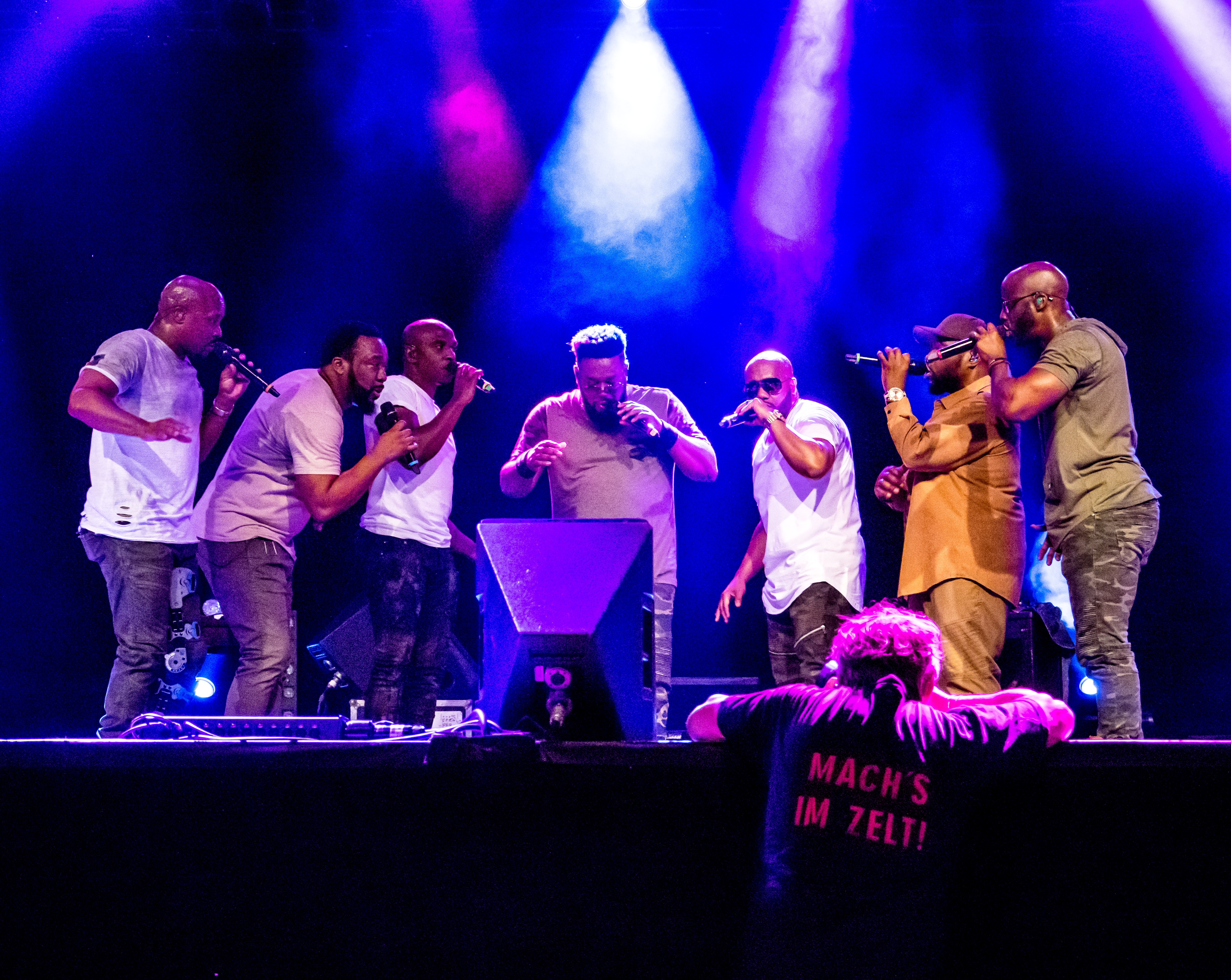
Optreden van Naturally 7 in 2018 in Freiburg, Duitsland

Naturally 7 is een Amerikaanse muziekgroep met een a capella-stijl die ze 'vocal play' noemen. Behalve het zingen begeleiden ze zichzelf, maar zonder instrumenten. Hierbij simuleren ze de geluiden van een instrumentale band met hun stemmen, maar ook (net als bij andere instrumenten) vervormingseffecten. Alle leden van de band doen hierin mee.

## Ontstaan
Naturally 7 werd in 1999 opgericht door de broers Roger en Warren Thomas, uit Queens (New York). De broers rekruteerden vijf andere zangers die ze door de jaren heen in de stad hadden leren kennen. Toen de groep werd uitgenodigd om te zingen op een grote 'a capella'-competitie in New York, wonnen ze de eerste prijs. tot hun grote verbazing. Daarna behaalden ze ook de eerste prijs voor heel de Verenigde Staten. Voortbouwend op het behaalde succes, en twijfelend om verder te gaan als "a capella"-groep of toch een traditionele band met instrumenten, had Roger uiteindelijk het idee om "beide" te doen.

## Bijzonderheden
Naturally 7 kreeg hun allereerste bekendheid met hun vertolkingen van Simon & Garfunkel, zoals Bridge over troubled water, April come she will en Keep the customer satisfied. Ze vertolken en treden op met andere bekende artiesten. Zo zingen ze "In the Air Tonight" van Phil Collins en traden op met Michael Bublé, hebben ze samengewerkt met Coldplay, en zingen ze “Fix you”. Vrijwel alle leden geven aan met zingen begonnen te zijn in de kerk, op jonge leeftijd. Deze roots worden nog altijd in ere gehouden, bijvoorbeeld met de gospel Jericho (Break these walls). 
Wat betreft "instrumentale begeleiding" is het nummer “While My Guitar Gently Weeps” van het album 20/20, waarbij met behulp van vervormingseffecten een ‘gitaar sound’ ontstaat.

## Optredens in Nederland
Vanaf 2012 hebben ze vrijwel elk jaar in Nederland opgetreden.

## Leden
De groep bestaat uit de broers Roger Thomas (muzikaal directeur, arrangeur, eerste bariton, rappen) en Warren Thomas (drums, derde tenor), Rod Eldridge (eerste tenor, scratchen, gitaar, trompet), Ricky Cort (eerste tenor, gitaar), Dwight Stewart (tweede bariton, zang, trombone), Sean Simmonds (tweede tenor, mondharmonica) en N'namdy Bryant (basgitaar).

## Albums
- Non-Fiction (2000)
- What Is It (2003)
- Christmas : It's A Love Story (2004)
- Ready II Fly (2006)
- Wall of Sound (2009)
- Live (2012)
- Hidden in Plain Sight (2015)
- Both Sides Now (2017)
- A Christmas Xperience (2018)
- 20/20 (Special tour edition) (2019)